# Beto da Silva
Luiz Humberto da Silva Silva (Lima, 28 december 1996) - alias Beto da Silva - is een Braziliaans-Peruviaans voetballer die bij voorkeur als aanvaller speelt.

## Carrière
Da Silva heeft een Braziliaanse vader en een Peruviaanse moeder. Tot zijn vijftiende woonde hij in Brazilië, waar hij in de jeugd van SC Internacional en Grêmio speelde. Hierna verhuisde het gezin naar Peru, waar hij eerst voor Universitario en Universidad San Martín de Porres speelde voor hij in 2013 bij Sporting Cristal kwam. Da Silva debuteerde in 2014 in het shirt van laatstgenoemde club in het betaald voetbal. Hij speelde in de volgende twee jaar 32 wedstrijden in de Primera División voor Sporting Cristal en maakte daarin zes doelpunten.
Da Silva tekende in januari 2016 een contract tot medio 2018 bij PSV, met een optie op nog twee seizoenen.. Hij sloot in eerste instantie aan bij Jong PSV. Na Jefferson Farfan en Reimond Manco werd hij de derde Peruviaanse voetballer in dienst van PSV. Da Silva speelde twaalf maanden voor de Eindhovense club, steeds in Jong PSV. Een debuut in de hoofdmacht bleef uit. Hij tekende in januari 2017 vervolgens een contract voor vier seizoenen bij Grêmio, waar hij eerder in de jeugd speelde. In 2018 werd hij verhuurd aan Argentinos Juniors. Datzelfde jaar ging hij over naar het Mexicaanse Tigres UANL dat hem vervolgens verhuurde aan Lobos BUAP en Deportivo La Coruña.

## Clubstatistieken
| Seizoen                        | Club             | Competitie       | Competitie | Competitie | Beker | Beker | Internationaal | Internationaal | Overig | Overig | Totaal | Totaal |
| Seizoen                        | Club             | Competitie       | Wed.       | Dlp.       | Wed.  | Dlp.  | Wed.           | Dlp.           | Wed.   | Dlp.   | Wed.   | Dlp.   |
| ------------------------------ | ---------------- | ---------------- | ---------- | ---------- | ----- | ----- | -------------- | -------------- | ------ | ------ | ------ | ------ |
| 2013                           | Sporting Cristal | Primera División | 2          | 0          | 0     | 0     | 0              | 0              | 0      | 0      | 2      | 0      |
| 2014                           | Sporting Cristal | Primera División | 14         | 2          | 0     | 0     | 0              | 0              | 0      | 0      | 14     | 2      |
| 2015                           | Sporting Cristal | Primera División | 16         | 6          | 5     | 0     | 0              | 0              | 0      | 0      | 21     | 11     |
| 2015/16                        | Jong PSV         | Eerste divisie   | 16         | 2          | 0     | 0     | —              | —              | 0      | 0      | 16     | 2      |
| 2016/17                        | Jong PSV         | Eerste divisie   | 11         | 2          | 0     | 0     | —              | —              | 0      | 0      | 11     | 2      |
| 2017                           | Grêmio           | Série A          | 0          | 0          | 0     | 0     | —              | —              | 0      | 0      | 0      | 0      |
| Carrière totaal                | Carrière totaal  | Carrière totaal  | 59         | 12         | 5     | 0     | 0              | 0              | 0      | 0      | 64     | 17     |
| Bijgewerkt tot 21 januari 2017 |                  |                  |            |            |       |       |                |                |        |        |        |        |

## Nationaal elftal
Da Silva debuteerde op 24 mei 2016 in het Peruviaans voetbalelftal. Daarmee speelde hij die dag een oefeninterland tegen Trinidad en Tobago, in Lima. Da Silva schoot in de 39e minuut de 2-0 binnen, in een wedstrijd die Peru met 4-0 won. Nadat hij vijf dagen later ook basisspeler was in een met 3-1 gewonnen oefeninterland tegen El Salvador, kwam hij op 4 juni 2016 voor het eerst in actie voor het nationale team in een competitieve wedstrijd. Peru won die dag haar eerste groepswedstrijd op de Copa América Centenario, tegen Haïti (0-1). Da Silva kwam daarbij na 90 minuten in het veld voor Edison Flores.